# KV Westmalle

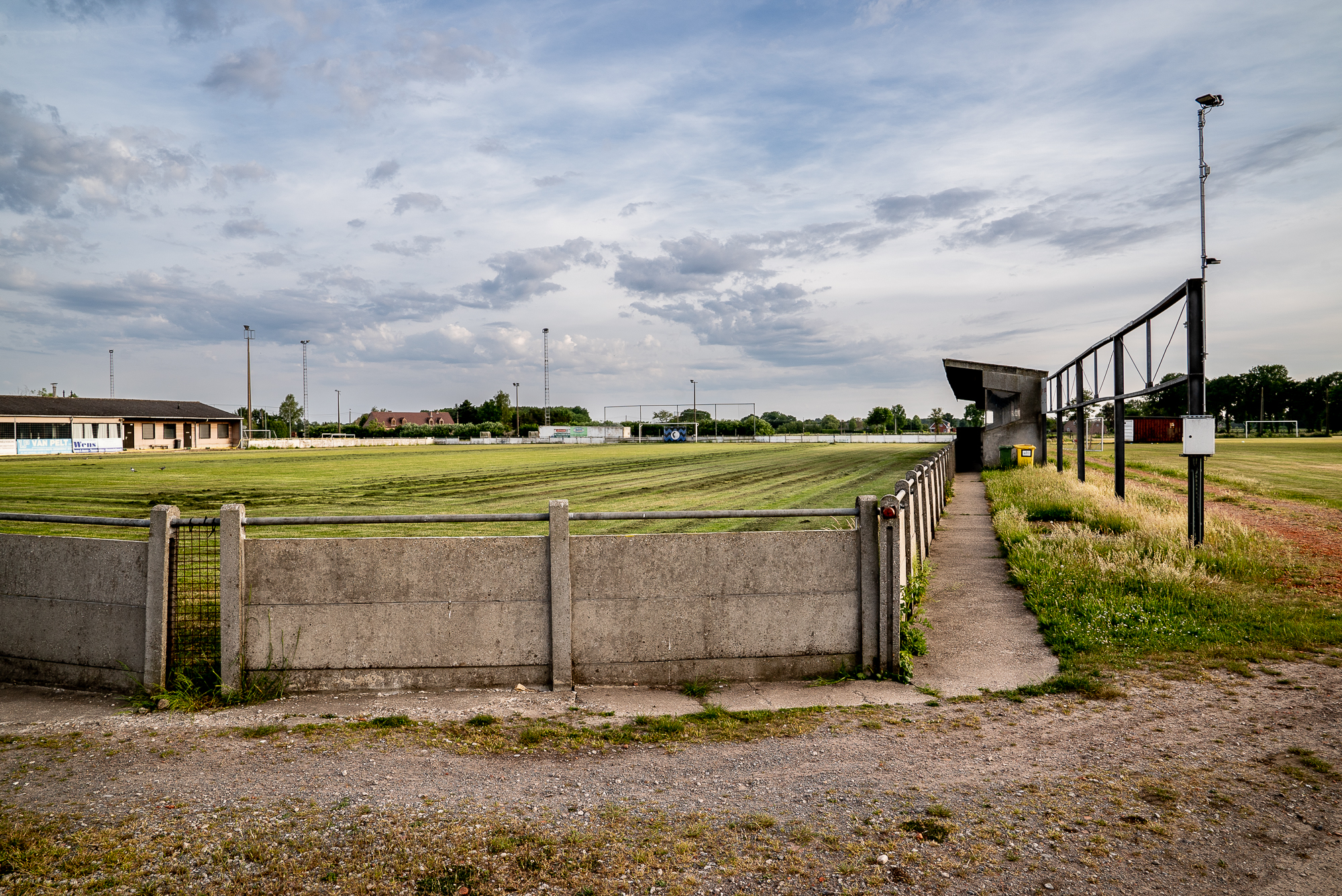
Eddy De Peuter Stadion, KV Westmalle.

KV Westmalle (ook wel KVK Westmalle genoemd) is een Belgische voetbalclub uit Westmalle. De club is aangesloten bij de KBVB met stamnummer 577 en heeft blauw en zwart als kleuren.

## Geschiedenis
De club sloot zich als FC Patria Westmalle rond 1925 aan bij de Belgische Voetbalbond. De club bleef in de provinciale reeksen spelen. In 1971 fusioneerde de club met FC Blauwvoet Westmalle, voorheen SC Olympia Malle. De fusieclub werd KV Westmalle genoemd en speelde verder met stamnummer 577 van Patria. 
Door de fusie kwam er ook een einde aan de jarenlange rivaliteit tussen de twee clubs. Westmalle was letterlijk in twee kampen verdeeld, met de westelijke helft als aanhanger van Den Blauwvoet en de oostelijke als aanhanger van De Patria waren er vaak dorpsderby's op het scherpst van de snee, waar dan ook gans het dorp aanwezig was.

## Accommodatie
De fusieclub heeft als thuisbasis deze van FC Patria Westmalle. Door de jaren heen is er veel infrastructuur bij gekomen, maar een grote nieuwe renovatie dringt zich op. De vroegere accommodatie van den Blauwvoet heeft recentelijk plaatsgemaakt voor een nieuwe verkaveling, welke dan ook als naam "Den Blauwvoet" heeft meegekregen.
De thuiswedstrijden worden afgewerkt in het Eddy De Peuter Stadion, gelegen in de Schepersdijk te Westmalle.

## Clubkleuren
De fusieclub KV Westmalle speelt in Patria-blauw en Blauwvoet-zwart sedert de fusie in 1971. Deze zijn overgenomen van de clubkleuren van de gefusioneerde ploegen. FC Patria Westmalle speelde in geel-blauwe tenues en FC Blauwvoet Westmalle speelde in geel-zwart.

## Bekende (ex-)spelers
- Francis Severeyns